# C11H23NO
化学式C11H23NO（摩尔质量：185.31 g/mol）可以指以下化合物：
- 十一酰胺，CAS号：2244-06-6
- N,N-二甲基壬酰胺，CAS号：6225-08-7
- 二戊基甲酰胺，CAS号：26598-27-6
- N-戊基己酰胺，CAS号：5129-75-9
- 2,2,6,6-四甲基哌啶-1-基乙醇，CAS号：773-51-3
- 2,2,6,6-四甲基哌啶-4-基乙醇，CAS号：28310-50-1

|  | 这个同类索引页列出了具有相同分子式的化学物（即同分異構體）条目。 除非您是有意链接至本页，否则应将相应条目的内部链接指向正确的条目。 |